# Wüstite
La wüstite è un minerale di formula bruta FeO.
Si tratta di una fase a composizione variabile che si può considerare derivata dall'ossido ferroso FeO per eliminazione di una parte degli atomi di ferro. Parte delle posizioni teoricamente occupate dagli ioni Fe2+ sono vacanti, il reticolo degli ioni ossigeno resta inalterato e, per mantenere la neutralità elettrica d'insieme, per ogni ione Fe2+ mancante due ioni ferrosi passano a ioni ferrici (Fe3+). Il numero di lacune varia in funzione della temperatura e della composizione della fase gassosa con cui la wüstite viene posta a contatto.
Si presenta di colore grigio con riflessi verdastri.